# Athens (Califòrnia)
Atenes és una comunitat no incorporada a la regió del sud de Los Angeles del comtat de Los Angeles, Califòrnia, amb 9.101 persones al cens de 2000. És la seu de Los Angeles Southwest College.

## Geografia
Atenes es troba al sud de Westmont, a l'est de Hawthorne, al nord de Gardena i a l'oest del barri de Broadway-Manchester de la ciutat de Los Angeles. Limita al nord amb Imperial Highway, a l'est amb Vermont Avenue, al sud amb El Segundo Boulevard i els límits de la ciutat de Gardena i a l'oest amb South Van Ness Avenue, South Wilton Place i el límit de la ciutat de Hawthorne. Està dividit en dos per l'autopista interestatal 105 Century Freeway.
El codi postal és 90044; la comunitat es troba dins del prefix telefònic 323 i el prefix 310. Es troba a una altitud de 171 peus (52 m).

## Govern
El departament del xèrif del comtat de Los Angeles opera l'estació del sud de Los Angeles a Atens, a 1310 West Imperial Highway.